# Kalte Schenke
Kalte Schenke ist eine Siedlung der Gemeinde Wilhelmsdorf im Saale-Orla-Kreis in Thüringen.

## Geografie
Die Siedlung Kalte Schenke liegt an der Landesstraße 1105 von Schmorda nach Bucha. Die Gemarkung befindet sich auf einem Plateau der Nordabdachung des Südostthüringer Schiefergebirges in das Zechsteingebiet hinein.

## Verkehr
Im Fahrplan 2017/18 ist Kalte Schenke durch folgende Linien an den ÖPNV angebunden:
- Linie 590  ab 29. März 2018 : Saalfeld – Hohenwarte – Kalte Schenke – Linkenmühle – Ziegenrück – Hohenwarte – Saalfeld
- Linie 966: Pößneck – Ranis – Kalte Schenke – Ziegenrück – (Linkenmühle) – Schleiz

Alle Linien werden von der KomBus betrieben.

## Geschichte
Die Kalte Schenke ist im Jahre 1836 durch den Großvater des Besitzers der 1930er Jahre, den Landwirt Reichmann aus Dobian erbaut worden. Sie diente zur sogenannten Chausseegeld-Einnahme der Fuhrwerke, die Eisenstein von Kamsdorf zur Ludwigshütte bei Ziegenrück entlang der Hohen Straße fuhren. Dies geschah bis in die 1870er Jahre. Der Name „Kalte Schenke“ wurde von einer Siedlung 300 m westlich, Richtung Bucha, übernommen, die im Grafenkrieg zerstört worden sein soll. Andere Quellen berichten von der Zerstörung im Dreißigjährigen Krieg. Noch heute ist das Gasthaus „Kalte Schenke“ im Besitz der Familie Reichmann.